# マーガレット・オブ・スコットランド
マーガレット・オブ・スコットランド（Margaret of Scotland, 1045年頃 - 1093年11月16日）は、スコットランド王マルカム3世の2番目の王妃。イングランドのサクソン人王エドマンド2世の息子エドワード・アシリングの娘。エドガー・アシリングの姉。マーガレット・オブ・ウェセックス（Margaret of Wessex）とも。カトリック教会と聖公会で聖人とされる。

## 生涯
ノルマンディー公ギヨーム2世（ウィリアム1世）によるイングランド征服（ノルマン・コンクエスト）から母アガサや弟エドガーらと逃亡の途中で船が遭難し、スコットランド東海岸に打ち上げられた。これが1068年の出来事で、彼らはスコットランドの宮廷に迎えられ、翌1069年（または1070年）にマーガレットは最初の王妃イーンガボーグを亡くしていたマルカム3世とダンファームリンで結婚、新たな王妃となった。粗野なマルカム3世と信心深いマーガレットは対照的だったが、マルカム3世はマーガレットを熱烈に愛し、教養が高い彼女の影響でスコットランドは政治・文化が向上していった。
サクソン人王の血を引くマーガレットはサクソン好みのマルカム3世と共に封建制度を押し進めた。また、宮廷の習慣をサクソン方式に改め、商業・手工業・教育を奨励して文化向上にも努め、宗教政策にも熱心に取り組み、ケルト教会優勢のスコットランドにローマ・カトリック教会を導入、教会の行事や典礼をそれまでのケルト式からローマ式に改革した。ベネディクト会の招聘・保護や巡礼の宿泊施設整備、修道院建設も推し進め、ケルト教会の一派・コルンバ派の拠点で火事で焼失したアイオナ修道院を再建、コルンバ派のカトリック改宗にも尽力した。マーガレットはその功績から、1250年に列聖された。
1093年11月に夫と長男エドワードがイングランド侵攻で戦死した時、エディンバラ城で病の床にあり、2人の後を追うように亡くなった。夫亡き後に王位簒奪した義弟のドナルド3世はイングランド嫌いのため、マーガレットの遺体を奪い取りスコットランドをイングランド化しようとした元凶として糾弾しようと企んだが、それを察した側近たちにより遺体はダンファームリン・アビーへ移葬された。

## 子女
マルカム3世とマーガレットの間には6男2女が生まれた。
- エドワード（1093年11月16日没） - アニックの戦いで受けた傷がもとでジェドバラ近くのエドワードシスル（Edwardsisle）で死去した
- エドマンド（1070年? - 1097年?） - スコットランド王、実際に王位についていたか疑問視されている
- エドガー（1072年 - 1107年） - スコットランド王
- エゼルレッド（英語版）（1097年以前没） - ファイフ伯、ダンケルド在俗修道院長。キルレモント（Kilremont）教会に埋葬された。
- アレグザンダー1世（1078年 - 1124年） - スコットランド王
- イーディス（マティルダ）（1080年頃 - 1118年） - イングランド王ヘンリー1世と結婚
- メアリー（英語版）（1082年 - 1116年） - ブローニュ伯ウスタシュ3世と結婚、イングランド王スティーブン王妃マティルドの母。
- デイヴィッド1世（1084年頃 - 1153年） - スコットランド王